# National Collegiate Athletic Association v. Alston
National Collegiate Athletic Association v. Alston fue un caso histórico de la Corte Suprema de los Estados Unidos, abordando la compensación de los atletas afiliados a la National Collegiate Athletic Association (NCAA). Este caso sucedió después del fallo judicial en el caso O'Bannon v. NCAA, un caso de competencia económica que estableció que la asociación deportiva colegial, así como las instituciones afiliadas a ésta, estaban en violación de la Ley Sherman Antitrust al monetizar la imagen de los atletas a través de la venta de mercancías como videojuegos y ropa. El caso se centró en las reglas de compensación establecidas por la NCAA para distinguir claramente los deportes a nivel profesional y a nivel colegial amateur, y el cómo estas prácticas anticompetitivas permitían a la asociación lucrar del trabajo de sus atletas sin que éstos pudieran recibir compensación monetaria por parte de las universidades ni de fuentes externas a raíz de su imagen.

## Reglas y precedentes de la NCAA
La NCAA, asociación encargada de la organización y regulación del deporte colegial en los Estados Unidos, cuenta con más de 1,100 instituciones miembro y más de 500,000 atletas afiliados a los programas deportivos de las distintas instituciones.
A partir del crecimiento en la generación de ingresos de los programas deportivos por parte de las universidades, atribuido en gran medida a la transmisión y comercialización de los deportes, la NCAA impuso restricciones acerca de la compensación y monetización de los atletas para mantener una distinción clara entre el deporte profesional y el deporte a nivel colegial, manteniendo así el 'amateurismo' en el deporte universitario. Estas restricciones específicamente limitaban la compensación de los atletas al costo de asistencia, restringiendo inclusive compensaciones relacionadas con la educación, como lo pueden ser becas de posgrado, gastos relacionados con el estudio en el extranjero e inclusive pasantías postelegibilidad.
Estas restricciones de compensación económica hacia los atletas permanecieron sin cuestionarse por la vía legal hasta 2009, donde el exjugador de la Universidad de California en Los Ángeles (UCLA) Ed O'Bannon, en representación de exatletas de la NCAA, demandó a la asociación, a Electronics Arts Inc. y a la Collegiate Licensing Company por el uso de su imagen y la de otros atletas en el videojuego NCAA Basketball 09, con permiso de la asociación pero sin ningún tipo de compensación económica para él o los demás jugadores. El caso fue llevado hasta el Tribunal de Apelaciones del Noveno Circuito, donde se encontró que las reglas de amateurismo impuestas por la NCAA constituían prácticas de restricción ilícita de comercio, en violación a la Sección 1 de la Ley Sherman Antitrust. 
Este resultado sentó un precedente importante acerca de las normas de compensación de la NCAA, dando pie a un número importante de casos y demandas por parte de atletas de la asociación, liderados por Shawne Alston y Justine Hartman. Estos casos se juntarían bajo una sola demanda colectiva por prácticas anticompetitivas en NCAA v. Alston en el Tribunal del Distrito Norte de California.

## Decisión de la Corte Suprema
En octubre de 2020, la NCAA presentó una petición de revisión de la decisión del Tribunal de Apelaciones del Noveno Circuito a la Corte Suprema de los Estados Unidos. Esto bajo el argumento de que los beneficios relacionados con la educación podrían usarse como incentivos económicos hacia los atletas por parte de patrocinadores e instituciones. Se reportó que los jueces parecían estar de acuerdo con los argumentos presentados por los estudiantes-atletas acerca de las prácticas anticompetitivas de la NCAA, sin dejar del lado la cuestión de los efectos que podría tener su decisión en la percepción de amateurismo del deporte colegial. 
El 21 de junio de 2021, la Corte Suprema presentó su decisión unánime de afirmar la decisión del Tribunal de Apelaciones del Noveno Circuito. El juez Neil Gorsuch opinó que la decisión del tribunal es consistente con los principios antimonopólicos establecidos, mas se abstuvo de emitir algún juicio sobre si los atletas deberían recibir mayor compensación, ya que esta cuestión quedaba fuera del alcance de la corte.

## Prácticas anticompetitivas
En la resolución de NCAA v. Alston, así como también en la de O'Bannon v. NCAA, los tribunales consideraron que las reglas de la NCAA con respecto a la compensación educativa y el nombre, imagen y semejanza de los atletas estaban en violación de la Sección 1 de la Ley Sherman Antitrust. Esto debido a que estas representaban prácticas anticompetitivas que no promovían de manera significativa el interés del consumidor y limitaban el acceso a oportunidades económicas y beneficios relacionados con la educación de los atletas. 
Las prácticas clave mencionadas en la Sección 1 referidas en este caso incluyen fijación de precios, al imponer precios artificialmente bajos en el mercado de 'trabajo' de los atletas, así como también restricciones ilícitas de comercio con respecto a las restricciones sobre beneficios relacionados con la educación.. Además, el juez Brett Kavanaugh de la Suprema Corte de Justicia de los Estados Unidos declaró en una opinión que el modelo de negocio de la NCAA genera serias dudas bajo leyes antimonopolio.